# 패션 사칼라
주니어 패션 사칼라(영어: Junior Fashion Sakala, 1997년 3월 14일 ~ )는 사우디 프로페셔널리그 클럽 알파이하와 잠비아 국가대표팀에서 공격수로 활약하고 있는 잠비아의 프로 축구 선수이다.
사칼라는 잠비아 클럽인 은창아 레인저스와 자나코에서 뛰었고, 자나코는 2016년 잠비아 프리미어리그에서 우승했다. 그는 2017년 2월에 스파르타크-2 모스크바와 계약했다. 사칼라는 대신 러시아 축구 2부 리그인 스파르타크-2 모스크바에서 뛰면서 클럽에서 1군 경기에 출전하지 않았다. 그는 2018년 7월 벨기에 클럽 KV 오스텐더에 합류하여 3시즌 동안 102경기에 출전하여 31골을 기록했다. 그는 2021년에 자유 이적으로 레인저스에 합류하여 스코티시컵에서 우승하고 91경기에 출전하여 24골을 기록했다.
사칼라는 2017년 U-20 아프리카 네이션스컵에서 우승한 잠비아 U-20 국가대표팀의 일원이었다. 그는 2017년 9월에 시니어 국가대표팀 데뷔 전을 치렀다.

## 구단 경력

### 초기 경력
사칼라는 잠비아에서 은창아 레인저스와 자나코에서 시니어 경력을 시작했다. 그는 2016년 잠비아 프리미어리그에서 자나코가 우승하는 것을 도왔다. 2017년 2월, 그는 키프로스에 있는 훈련 캠프에서 시험 삼아 초대받은 후 러시아 프리미어리그 클럽 FC 스파르타크 모스크바와 3년 계약을 맺었다. 그는 2017년 3월 23일 FC 발티카 칼리닌그라드와의 경기에서 FC 스파르타크-2 모스크바 소속으로 러시아 풋볼 내셔널 리그 데뷔 전을 치렀다.
2018년 7월 9일, 벨기에의 KV 오스텐더와 3년 계약을 체결했다.

### 레인저스
2021년 5월 4일, 여름에 오스텐더 계약이 만료될 예정인 가운데, 사칼라는 스코티시 프리미어십의 레인저스와 4년 계약 전 계약을 체결했다. 7월 31일, 그는 3-0으로 이긴 리빙스턴과의 경기에서 공식 데뷔 전을 치렀다. 10월 31일, 그는 6-1로 이긴 머더웰과의 경기에서 레인저스 소속으로 첫 해트트릭을 기록했다. 2022년 10월 4일, 사칼라는 2-0으로 패한 리버풀 원정 경기에서 교체 투입되어 UEFA 챔피언스리그 데뷔 전을 치렀다.

### 알파이하
2023년 8월 8일, 사칼라는 사우디 프로페셔널리그의 알파이하와 2년 계약을 맺고 입단했다.

## 국가대표팀 경력
사칼라는 잠비아의 20세 이하와 23세 이하 청소년 국가대표 축구 선수로 활약했다. 그는 2017년 U-20 아프리카 네이션스컵에서 우승한 잠비아 U-20 대표팀에 출전하여 토너먼트에서 3골을 기록했다. 그는 또한 2017년 FIFA U-20 월드컵 8강에 오른 20세 이하 대표팀에 출전하여 토너먼트에서 4골을 기록했다. 그는 20세 이하 대표팀에서 10경기에 출전하여 7골을 기록했다. 사칼라는 2019년 U-23 아프리카 네이션스컵에서 나이지리아를 상대로 잠비아 U-23 대표팀에서 한 경기를 뛰었다.
2017년 9월 2일, 사칼라는 알제리와의 2018년 FIFA 월드컵 예선 전에서 잠비아 축구 국가대표팀 데뷔 전을 치렀고, 56분에 2번의 부킹으로 퇴장당했다.